# بازار بیجار
مجموعه بازار بیجار، در بیجار، خیابان اردلان قرار دارد.این اثر در تاریخ ۲۷ بهمن ۱۳۷۸ با شمارهٔ ثبت ۲۵۹۱ به‌عنوان یکی از آثار ملی ایران به ثبت رسیده‌است.

## قدمت
تاریخ بنای احداث بازار به دوران صفویه بر می‌گردد که در دوران زندیه در حمله کریم‌خان زند به بیجار و کردستان و جنگ جهانی اول و حمله روس‌ها در دوران قاجاریه مقداری زیادی از آن آسیب می‌بیند که دوباره مورد بازسازی قرار می‌گیرد.

## موقعیت و معماری
بازار در مرکز شهر بیجار واقع شده‌است در حقیقت آنچه که ار بافت قدیمی شهر بیجار باقی‌مانده است، مجموعه بازار آن شامل یک راسته طولانی شمالی –جنوبی و تیمچه‌ای بنام حاج شهباز و سرایی به نام سرای امیر تومان است. اکنون تعداد شانزده باب حجره از بافت معماری قدیم بازار در دو طرف راسته اصلی باقی‌مانده و مابقی حجره‌ها و راسته‌ها دستخوش تغییرات شده‌است. در پوشش مغازه‌ها از طاق و تویزه استفاده شده‌است موقعیت جعرافیایی بیجار بر سر راه کردستان و آذربایجان موجب گردیده که این بازار، وسعت گستردگی خاص شکل گرفته باشد. علت قرارگیری در مسیر راه کاروان‌رو تجاری در گذشته از رونق قابل توجهی برخوردار بوده‌است.

## تیمچه حاج شهباز
در ضلع شرقی راسته بازار بزرگ بیجار تیمچه‌ای زیبا قرار دارد که بنام تیمچه حاج شهباز معروف است این اثر معماری دارای یک فضای سرپوشیده مرکزی است که حجره‌هایی در پیرامون آن شکل گرفته‌است ویژگی معماری این تیمچه نوع قوس‌ها و کاربندیهایی است که در سقف آن مورد استفاده قرار گرفته‌است و همچنین بقیه نورگیرهای آن در سقف و در ترکیب با کاربندیهای تصویری زیبا را ایجاد نموده که نشانگر تفکر و ذوق بالا و قابل توجه معمار ساختمان است.

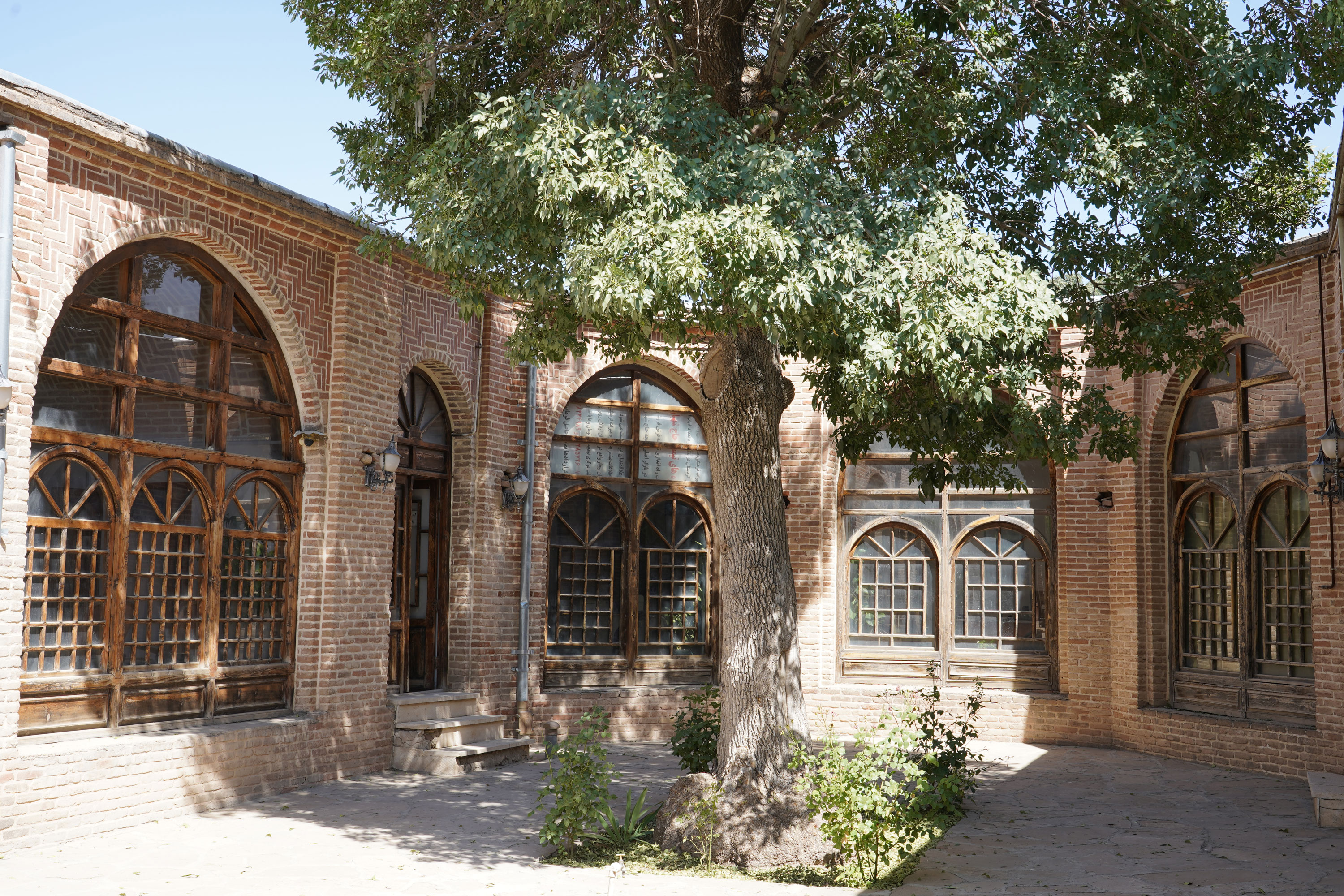
سرای امیرتومان

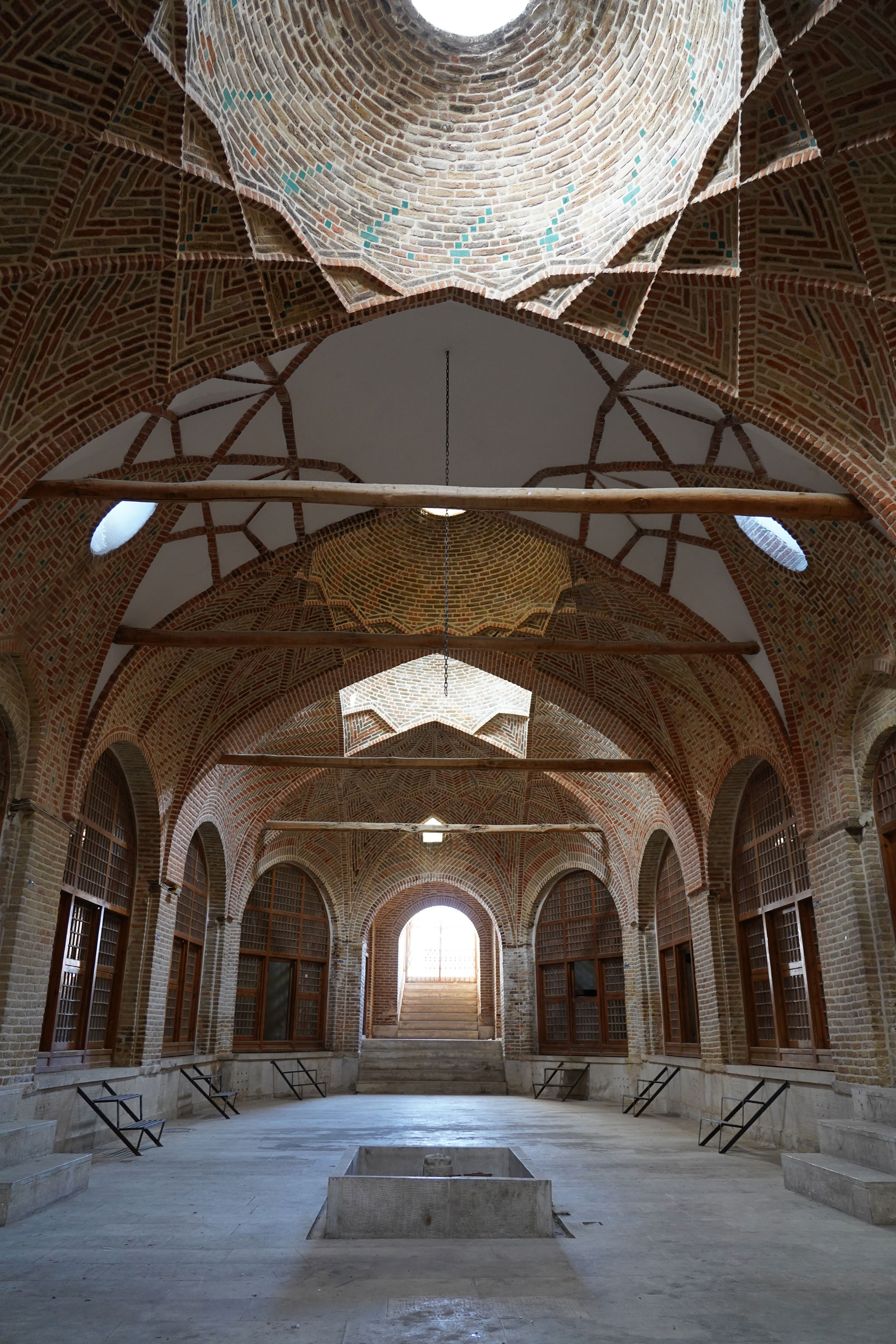
تیمچه حاج شهباز

## سرای امیرتومان
در ضلع غربی بازار بیجار سرایی قدیمی وجود دارد که در افواه محلی به تیمچه امیر تومان معروف است. به علت مجاورت با پارکی کوچک موقعیت بسیار مناسبی در شهر بیجار دارد این سرا دارای یک حیاط مرکزی است که حجره‌هایی در پیرامون شکل گرفته‌است پلان آن به شکل هشت و نیم هشت است و در یک طبقه با مصالح خشت و آجر و سنگ ساخته شده‌است ومحل تجارت مهمی در جنب بازار قدیمی بیجار بوده‌است این بنا هم احتمالاً در دوره قاجار ساخته شده‌است.